# セリエA (スイス)1897-1898

セリエA1897－1898もしくはマイスターシャフト・ウム・デン・ルイナール・ポカール (Meisterschaft um den Ruinart-Pokal)は、第1回目のスイスの全国的サッカー大会である。この年度はスイスサッカー協会と無関係に開催されたために非公式記録となっており、協会が主催した翌年度大会がスイス1部リーグの公式な初年度である。グラスホッパー・クラブ・チューリッヒが優勝した。

## 概要
スイスで最初の全国的なサッカー大会が公式記録から除外された根本的理由は、2年前の1895年にすでに設立されていたスイスサッカー協会の関知しないところで開催された点にある。今大会を企画・主催したのは、ジュネーヴのスポーツ新聞「ラ・シュイッセ・スポルティーヴ (La Suisse sportive)」である。大会の運営責任者は、同紙の編集理事フランソワ・デジュリーヌ、編集長で当時セルヴェットFCのラグビー部門キャプテンでもあったエメ・シュワッブの2人だった。優勝カップは、フランスのランスのシャンパン醸造会社「ルイナール」 (Ruinart)の社長親子から寄贈された。

このようにサッカー協会が企画・運営をしていないために公式記録外となったのだが、その一方で協会は優勝したグラスホッパーを歴代リーグ王者のリストに入れているという矛盾もある。また「セリエA」という名称も翌年度以降に使われ始めたものであり、この第1回目に使うのはあくまで便宜上の呼称である。ドイツ語の「マイスターシャフト・ウム・デン・ルイナール・ポカール」 (ルイナール杯争奪選手権)の方が、大会の背景をよく表している。また公式記録となる第2回大会以降も長く続くことになるが、セリエA名称時代のスイス1部「リーグ」は内容的にカップ戦またはトーナメント戦だった。この第1回大会もトーナメント戦であるが、資料不足のため試合数が不自然で組み合わせも不明である。3つの地域グループを勝ち抜いた3クラブが決勝ラウンドで対戦した。

## 出場クラブ
| クラブ                                               | ホームタウン           |
| ---------------------------------------------------- | ---------------------- |
| ル・シャトー・ドゥ・ランシー                         | ジュネーヴ             |
| イヴェルドン＝スポールFC                             | イヴェルドン・レ・バン |
| FCチューリッヒ                                       | チューリッヒ           |
| グラスホッパー・クラブ・チューリッヒ                 | チューリッヒ           |
| ラ・シャトレーヌ・ジュネーヴ                         | ジュネーヴ             |
| ローザンヌ・フットボール・アンド・クリケット・クラブ | ローザンヌ             |
| メゾン・ヌヴ・ヴヴェイ                               | ヴヴェイ               |
| ラシン・クラブ・ドゥ・ジュネーヴ                     | ジュネーヴ             |
| ヴィラ・ロンシャン・ローザンヌ                       | ローザンヌ             |
| FCラ・ヴィラ・オシー                                 | ローザンヌ             |

## 予選ラウンド

### グループA
後年「シュヴァイツァー・シュポルトブラット」紙が報じたところによると、これがチューリヒのクラブによる今大会唯一の試合だった、との事である。だが実際にはグラスホッパーは決勝ラウンドに進んでいるので、これが最後ではない。その一方でおそらく今大会とは別の意味で、FCヴィンタートゥール、FCフォルトゥナ、アングロ＝アメリカン・クラブ・チューリッヒ、FCザンクト・ガレンが試合をしたとも報じられている。
| チーム #1                            | スコア | チーム #2      |
| ------------------------------------ | ------ | -------------- |
| グラスホッパー・クラブ・チューリッヒ | 7:2    | FCチューリッヒ |

### グループB
| チーム #1                                            | スコア | チーム #2                                            |
| ---------------------------------------------------- | ------ | ---------------------------------------------------- |
| ヴィラ・ロンシャン・ローザンヌ                       | 1:0    | イヴェルドン＝スポールFC                             |
| ローザンヌ・フットボール・アンド・クリケットクラブ   | 4:0    | メゾン・ヌヴ・ヴヴェイ                               |
| ローザンヌ・フットボール・アンド・クリケット・クラブ | 5:2    | FCラ・ヴィラ・オシー                                 |
| ヴィラ・ロンシャン・ローザンヌ                       | 1:0    | ローザンヌ・フットボール・アンド・クリケット・クラブ |

### グループC
| チーム #1                    | スコア | チーム #2                        |
| ---------------------------- | ------ | -------------------------------- |
| ル・シャトー・ドゥ・ランシー | 4:0    | ラシン・クラブ・ドゥ・ジュネーヴ |
| ラ・シャトレーヌ・ジュネーヴ | 9:2    | ル・シャトー・ドゥ・ランシー     |

## 決勝ラウンド
| チーム #1                            | スコア | チーム #2                                                 |
| ------------------------------------ | ------ | --------------------------------------------------------- |
| グラスホッパー・クラブ・チューリッヒ | 6:1    | ヴィラ・ロンシャン・ローザンヌ \|チューリッヒ             |
| グラスホッパー・クラブ・チューリッヒ | 2:0    | ラ・シャトレーヌ・ジュネーヴ \|ローザンヌ＝モントゥリオン |

第1試合の審判を務めたのはFCバーゼルのゴールキーパー、ヨン・トールマン (John Tollmann)である。2試合目の審判はローザンヌ・フットボール・アンド・クリケット・クラブの選手、フランプトン (Frampton)であった。2試合ともグラスホッパー側の出場選手・得点者・得点時間の詳細なデータが存在する。